# Okinawa
 Ovo je glavno značenje pojma Okinawa. Za druga značenja pogledajte Okinawa (razdvojba).
Okinawa (jap. 沖縄島, Okinawa-jima; okin. 沖縄/うちなー, Uchinaa) je japanski otok, najveći u otočju Okinawa, koje pripada otočju Ryūkyū. Glavni grad Okinawa je Naha.
Okinawa je postojbina karatea.

## Povijest
Nakon Drugog svjetskog rata Okinawa je bila pod američkom upravom, koja se okončala 17. lipnja 1972., vojna baza je ostala u dogovoru japanske strane s američkom. 